# Lamayn Wilson
Lamayn E. Wilson (Highland Home, 11 giugno 1980) è un ex cestista statunitense.

## Palmarès
- Campionato ceco: 1

ČEZ Nymburk: 2011-2012
- Coppa di Francia: 1

ASVEL: 2007-2008
- Coppa della Repubblica Ceca: 1

ČEZ Nymburk: 2012
- Coppa di Russia: 1

Krasnye Kryl'ja Samara: 2012-2013
- Match des Champions: 1

Nancy: 2008
- EuroChallenge: 1

Krasnye Kryl'ja Samara: 2012-2013